# Rüdiger Baldauf

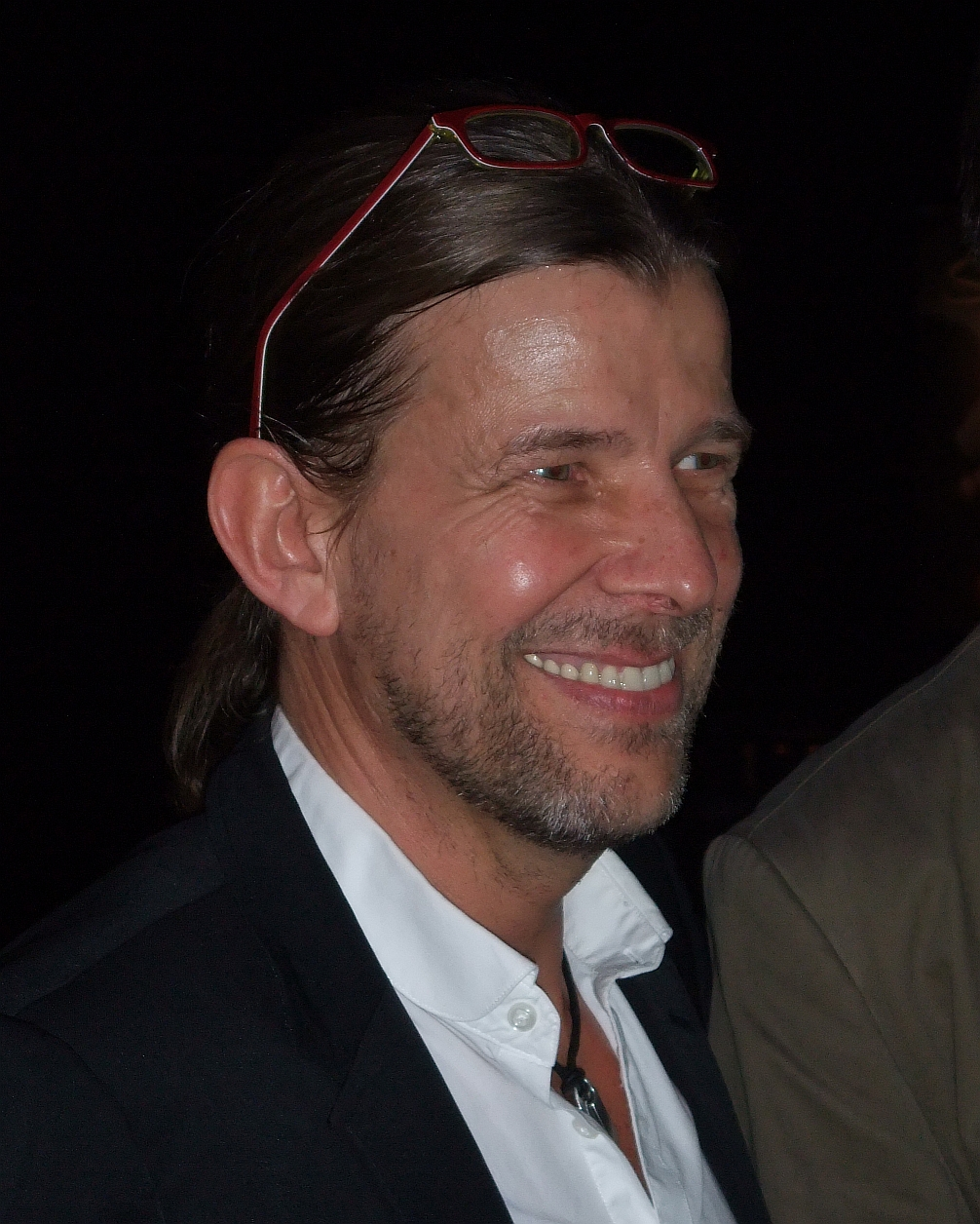
Rüdiger Baldauf (2010)

Rüdiger Baldauf (* 31. Januar 1961 in Bensberg) ist ein deutscher Jazztrompeter.

## Leben
Baldauf studierte zunächst an der Musikhochschule Köln Abt. Aachen, dann als Stipendiat an der Karajan-Stiftung in Berlin klassische Trompete. Zu seinen Lehrern zählten Robert Platt und der holländische Jazz-Trompeter Ack van Rooyen.
Baldauf absolvierte eine klassische Musikausbildung, aber seine Vorliebe galt schon früh Jazz, Funk und Soul. Als Grenzgänger zwischen den musikalischen Welten stand klassische Trompetenliteratur ebenso auf Baldaufs Agenda.

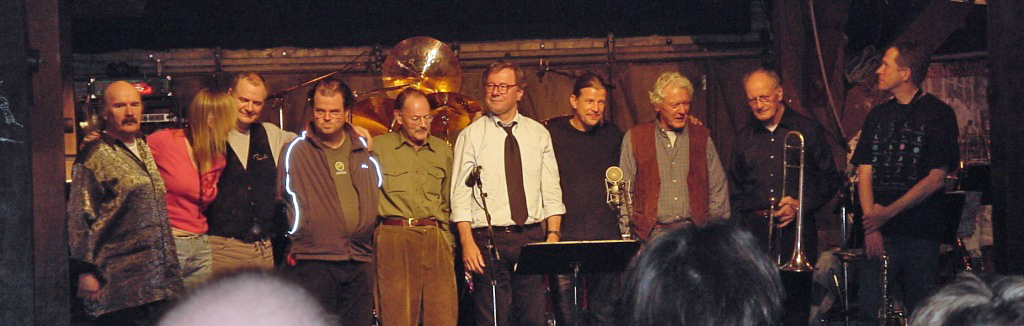
Baldauf mit dem United Jazz + Rock Ensemble (2002)

Baldauf spielte u. a. mit James Brown, Liza Minnelli, Seal, Shirley Bassey, Michael Bublé, sowie dem Ensemble Pro Brass und diversen Sinfonieorchestern. Auch ging er auf Tourneen mit Maceo Parker, Joe Zawinul, Shirley Bassey, Udo Jürgens, Jennifer Rush und Barbra Streisand. Von 1999 bis 2002 war er Mitglied im United Jazz + Rock Ensemble. Er gehörte seit 1992 dem Paul Kuhn Orchester an und ist Gastmusiker in deutschen Rundfunk Big Bands.
Von 1989 bis 1999 war er Dozent für Jazztrompete an der Musikhochschule Köln Abt. Aachen. Neben seiner Lehrtätigkeit auf Trompeter- und Big-Band-Seminaren und Workshops war er Gastdozent an der Folkwang-Musikhochschule Essen.
Der Studiomusiker arbeitete in den späten 1980er und den 1990er Jahren an etwa 100 Studioalben mit und ging mit Orchester auf Tourneen. Er war zudem Mitglied der RTL-Allstars in der ersten deutschen Comedy-Fernsehshow RTL Samstag Nacht. Von 2003 bis zur Einstellung der Sendung 2015 spielte er in Stefan Raabs Late-Night-Show TV total als Teil der Heavytones, mit denen er u. a. Lionel Richie, die Sopranistin Cecilia Bartoli, oder Jamie Cullum begleitete.
Im Juni 2010 veröffentlichte er sein erstes Album Own Style unter eigener Federführung mit Gästen aus der Jazzszene, wie Till Brönner, Nils Landgren, Ack van Rooyen, Andy Haderer und Max Mutzke. Hier trat er zum ersten Mal auch als Komponist und Arrangeur in Erscheinung. Das Album stand im Juli 2010 auf Platz 21 der „Top 30 Jazzalben“ der deutschen Charts. Seit 2010 ist er auch mit seinem eigenen Projekt Own Style auf Festivals anzutreffen, u. a. mit Billy Cobham, Eric Marienthal, Jimmy Haslip und Ack van Rooyen. 2013 veröffentlichte er ein Album mit Vocalgästen, u. a. mit Edo Zanki. Sein Album „Strawberry Fields“, eine Hommage an die Beatles, erschien im Dezember 2020 und eroberte Platz 1 der JPC Jazzcharts.
Das aktuelle Album "Next Level" mit Randy Brecker, Laith al - Deen und Max Mutzke erschien im September 2024.
Er ist mit Chrissy Baldauf verheiratet, die auch Konzerte gesanglich unterstützt.

## Diskographische Hinweise
- 1984: Gianna Nannini Profumo
- 1989: WDR Big Band Köln mit John Scofield East Coast Blow Out
- 1994: Eddie Harris Last Concert mit der WDR Big Band Köln
- 1996: EuroJazz mit dem European Community Jazz Orchestra
- 1996: Köstritzer Jazz Orchester The Magic of Black
- 1999: Bernard Purdie Soul to Jazz
- 2000: Wolfgang Haffner Music
- 2002: No Angels When the Angels Swing
- 2003: Paul Kuhn/Bert Kaempfert Remember When
- 2006: heavytones No. 1
- 2006: Joo Kraus Basic Jazz Lounge The Ride
- 2006: SEAL One Night to Remember
- 2010: Own Style (Solo-Debütalbum)
- 2010: heavytones Freaks of Nature
- 2012: Trumpet Night Live DVD / CD
- 2013: Vocal Night
- 2015: heavytones Songs That Didn’t Make It to the Show
- 2017: Jackson Trip
- 2017: WDR Big Band Steps Ahead Steppin' Out
- 2020: Strawberry Fields
- 2020: 50 Jahre Bläck Fööss
- 2020: Jonas Kaufmann It's Christmas!

2024 Trumpet Night Next Level

## Publikationen
- 2012: Play Your Own Style. Voggenreiter Verlag (Playalong Buch mit CD)
- 2012: Der Trompetenratgeber: Ratgeber für den Trompetenkoffer. Voggenreiter Verlag, ISBN 978-3-8024-0941-7
- 2023: Total Funk Trumpet:  18 Lessons & 6 Intermediate Trumpet Tunes. Schott Verlag, ISBN 9783795730772

|  |  |

|  |

## Lexikalische Einträge
- Jürgen Wölfer: Jazz in Deutschland. Das Lexikon. Alle Musiker und Plattenfirmen von 1920 bis heute. Hannibal, Höfen 2008, ISBN 978-3-85445-274-4.